# Эккер, Александр
Иоганн Александр Эккер (англ. Johann Alexander Ecker; 1816—1887) — немецкий антрополог и анатом; доктор наук; член Леопольдины и Баварской академии, лауреат медали Котениуса.

## Биография
Иоганн Александр Эккер родился 10 июля 1816 года в городе Фрайбург-им-Брайсгау в семье Иоганна Маттиаса Александра Эккера — профессора хирургии и акушерства в местном университете и Анны фон Медерер — дочери Маттеуса Медерера. С 1831 по 1836 год изучал медицину и естественные науки в Университете Фрейбурга и Гейдельбергском университете.

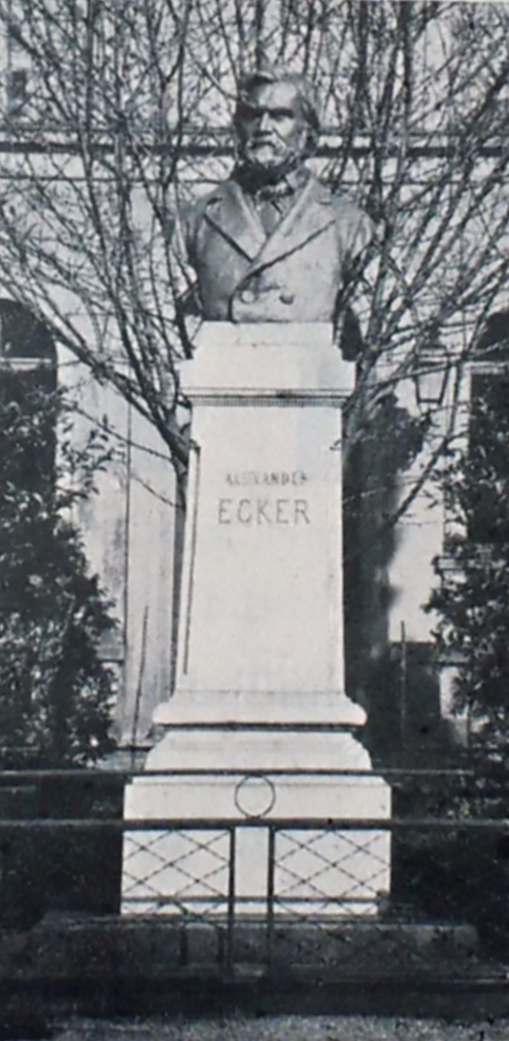
Бюст Эккера

В 1844 году Эккер был назначен ординарным профессором анатомии и физиологии в Базельский университет, в 1850 году был приглашен профессором зоологии и сравнительной анатомии в альма-матер, а с 1857 года перешел на кафедру анатомии, где учредил антропологическую коллекцию при университете и этнографический музей. 
Научная деятельность Александра Эккера весьма обширна: он исследовал анатомию и гистологию преимущественно нервной системы позвоночных, физиологические явления в головном и спинном мозге, электрические органы у рыб, черепа германских племен и многое другое. Некоторые из его трудов можно считать классическими, как, например, «Icones physiologicae» и описание анатомии лягушки, долгое время служившее руководством для введения в анатомию позвоночных для начинающих. 
В 1845—1847 гг. Эккер составлял годовые отчеты по успехам в области сравнительной анатомии в журнале «Müller’s Archiv für Anatomie» (1852); кроме этого, он вместе с Линденшмитом с 1865 года выпускал периодическое печатное издание под заглавием «Archiv für Anthropologie».
В 1876 году заслуги учёного были отмечены медалью Котениуса учреждаемой Германской академией естествоиспытателей «Леопольдина», членом которой он состоял, помимо этого Эккер был членом Баварской академии наук.
Иоганн Александр Эккер умер 20 мая 1887 года в родном городе.